# 平等神話
平等神話（びょうどうしんわ）とは現代の日本では義務教育の普及などで成功者になるための機会は全ての人に平等に与えられているという建前を意味する言葉。

## 概要
現代の日本では全国で同様のレベルの教科書を用いた義務教育が施されているため、どのような家庭に生まれようと、個人の努力次第で人生の成功者になれる機会が平等に与えられているとされている。つまり、家庭が貧しくて教育に多額の費用がかけられないならば公立中学校、公立高校で一生懸命学び、学費の安い国立大学に合格、入学して奨学金を受けつつ卒業することで人生の成功者になる事は可能である。だが、旧帝国大学、国公立大学医学部などといった安い学費で高度な事柄が学べて、卒業者の実績も優れている名門大学への入学者を出している家庭は経済的に豊かであることが多く、幼少時より英才教育を受けさせられ、学習塾、予備校、私立学校に通わせるなど子供の教育に多額の投資が行われている。親の環境では年収や職業や社会的地位の違いから既に不平等が発生しているが、子の環境では同じ公立学校に通っても、学習塾に通える子の方が上位大学に進学できて優良企業への就職も有利となる傾向が強いことから、親の代から子の代へ不平等の再生産が行われていると言える。